# أندريه توماس
اندريه توماس (بالفرنسية: Antoine Thomas) (و. 1857 – 1935 م) هو معجمي، ولغوي، وأمين الأرشيف، وفقيه لغوي، وأستاذ جامعي، من فرنسا، توفي في باريس، عن عمر يناهز 78 عاماً.

## جوائز
حصل على جوائز منها:
- نيشان جوقة الشرف من رتبة ضابط.

## روابط خارجية
- أندريه توماس على موقع الموسوعة البريطانية (الإنجليزية)